# Robertus eremophilus
Robertus eremophilus là một loài nhện trong họ Theridiidae.
Loài này thuộc chi Robertus. Robertus eremophilus được Ralph Vary Chamberlin miêu tả năm 1928.